# Сакутеики
Сакутеики (作庭記, Записи о градњи вртова) дело из Хеиан епохе (794-1185) у коме се описује како су људи тог времена материјализовали вртове у шинден-зукури стилу: “Поток треба да долази са истока, да уђе у врт, прође испод куће, а затим да се улије са југоистока. На овај начин, вода азурног змаја (који представља исток и пролеће) ће однети све лоше духове из куће према белом тигру (који представља запад и јесен).” Написана је на два свитка без илустрација и представља прво дело овог типа у Јапану, а вероватно и у свету.

## Правила при употреби камена у врту
Сакутеики прописује правила, тачније табуе, који се несмеју прекршити при употреби камена у врту: 
1. хоризонтално постављање стене у врту, која је природно оријентисана вертикално, неминовно ће изазвати клетву и опседнутост злим духом;
2. у источно-североисточном делу не сме да буде више од 5 стена виших од 5 шакуа (око 1,5 m) јер се то онда претвара у демона који улази из несрећног североисточног правца;
3. ако је стена виша од нивоа пода веранде постављена близу куће несрећа ће пратити једног за другим, а господар куће неће живети у њој задуго. Ово ограничење се не односи на будистичке храмове и шинтоистичка светилишта;
4. постављање стене у близини југозападног стуба куће доноси болест у породицу;
5. ако хоризонтално постављена стена гледа ка северозападу богатство се неће гомилати у складишту
 (магацини за различите драгоцености грађени су на северозападу, правцу богатства).

Иако су правила заснована на магијским веровањима, временом је тај карактер заборављен, али остају правила која данас чине јапанске вртове препознатљивим.